# Steve Rodby
Steve Rodby (ur. 9 grudnia 1954 w Joliet) – amerykański kontrabasista jazzowy.
Dołączył do Pat Metheny Group w 1981. Wcześniej był członkiem Simon-Bard Group i grupy Freda Simona, z której liderem utrzymuje współpracę do dziś.
Steve Rodby studiował kontrabas na Uniwersytecie Northwestern, gdzie wielki wpływ miał na niego jeden z mistrzów jazzu Rufus Reid, wykładający na tym uniwersytecie.